# Cantó de Méréville
El cantó de Méréville és un antic cantó francès al districte d'Étampes (departament d'Essonne). Comptava amb 22 municipis: Abbéville-la-Rivière, Angerville, Arrancourt, Blandy, Bois-Herpin, Boissy-la-Rivière, Brouy, Chalou-Moulineux, Champmotteux, Congerville-Thionville, Estouches, Fontaine-la-Rivière, Guillerval, La Forêt-Sainte-Croix, Marolles-en-Beauce, Méréville, Mespuits, Monnerville, Pussay, Roinvilliers, Saclas i Saint-Cyr-la-Rivière. El cap era Méréville.
Al 2015 va desaparèixer i el seu territori va passar a formar part del cantó d'Étampes.

## Història
| Data d'elecció                           | Identitat        | Partit           | Qualitat |
| ---------------------------------------- | ---------------- | ---------------- | -------- |
| 1945-1958                                | Serge Lefranc    | PCF              |          |
| 1958-1964                                | Pierre Barberot  | Centrista        |          |
| 1964-1985                                | Serge Lefranc    | PCF              |          |
| 1985-2004                                | Philippe Allaire | UDF              |          |
| 2004-2005                                | Franck Marlin    | RPR, després UMP |          |
| 2005-                                    | Guy Crosnier     | UMP              |          |
| les dades anteriors no són pas conegudes |                  |                  |          |

## Demografia
| A partir de 1990: Població sense dobles comptes |